# Rhododendron chilanshanense
Rhododendron chilanshanense là một loài thực vật có hoa trong họ Thạch nam. Loài này được Kurashige miêu tả khoa học đầu tiên năm 1999.